# Gino Gardassanich
Gino Gardassanich (Fiume, 26 novembre 1922 – Hinsdale, 12 febbraio 2010) è stato un calciatore italiano naturalizzato statunitense, di ruolo portiere.

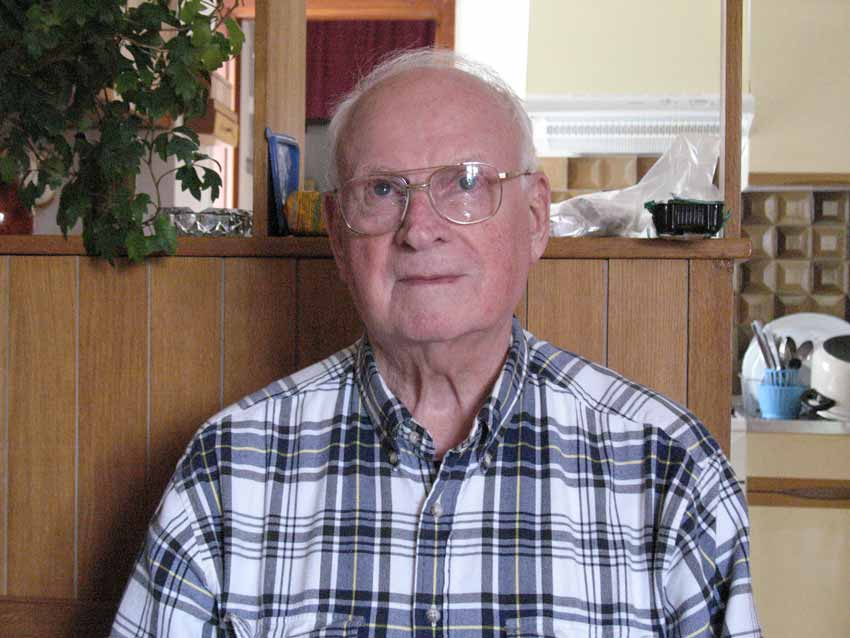
Gino Gardassanich nel 2007 in Croazia

È noto anche negli Stati Uniti come Gino Gard, nome scelto perché fosse più facilmente pronunciabile.

## Carriera

### Club
Gardassanich iniziò a giocare nel Građanski Zagabria nel 1940. Giocò in squadre minori fiumane che nel 1946 confluirono nel Quarnero Fiume, inserito d'ufficio nella massima serie jugoslava, in cui debuttò l'11 agosto 1946 contro l'Operaia Pola. Nel novembre dello stesso anno fuggì in Italia passando alla Fiorentina, nella Serie A italiana, in cui tuttavia non riuscì a esordire disputando solo alcune partite amichevoli. Successivamente giocò in Serie C con Marsala e Reggina.
Nel 1949 si trasferì negli Stati Uniti, dove giocò per 10 anni con il Chicago Slovak, vincendo il campionato di Chicago nel 1951, 1952 e 1954 e la Peel Cup nel 1953, oltre al Montgomery Trophy come di miglior portiere del campionato di Chicago nel 1950.

### Nazionale
Gardassanich fece parte della Nazionale statunitense che prese parte ai Mondiale 1950 in Brasile, durante il quale tuttavia non scese mai in campo.
Nel 1992 è stato inserito nell'Illinois Soccer Hall of Fame e nel 1976 nella National Soccer Hall of Fame.

## Palmarès

### Club

#### Competizioni nazionali
- Coppa di Croazia: 1

1. HŠK Građanski Zagreb: 1941